# Renage
Renage é uma comuna francesa na região administrativa de Auvérnia-Ródano-Alpes, no departamento de Isère. Estende-se por uma área de 5,1 km². Em 2010 a comuna tinha 3 538 habitantes (densidade: 693,7 hab./km²).